# 伊萬·弗蘭科村
47°30′3″N 36°9′26″E / 47.50083°N 36.15722°E
伊萬·弗蘭科村（烏克蘭語：Івана Франка）是位於烏克蘭東南部的村莊，由扎波羅熱州波洛希區的波洛希市鎮負責管轄。該村面積2.76平方公里，海拔高度87米，2001年人口260，人口密度每平方公里94.2人。